# Leopold Loewenherz
Leopold Loewenherz (* 31. Juli 1847 in Czarnikau  (Provinz Posen); † 30. Oktober 1892 in Charlottenburg, heute Ortsteil von Berlin) war ein deutscher Physiker. Er förderte die Entwicklung von wissenschaftlichen Präzisionsinstrumenten.

## Leben
Loewenherz war der Sohn eines jüdischen Steinmetzes in Czarnikau. Nach dem Besuch des Maria-Magdalena-Gymnasiums in Posen studierte er an der Friedrich-Wilhelms-Universität Berlin Mathematik und Physik, unter anderem bei Wilhelm Foerster, Johann Christian Poggendorff und Karl Weierstraß. Nach seiner Promotion wurde er 1870 Mitarbeiter der Normal-Eichungs-Kommission. Hier entfaltete er eine umfangreiche Tätigkeit mit dem Ziel, den Bau von Präzisionsinstrumenten auf eine wissenschaftliche Grundlage zu stellen. Er beschäftigte sich zunächst mit der Verbesserung von Verfahren zur Fertigung von Alkoholometern und Thermometern. Daneben beschäftigte er sich mit der Ausarbeitung von Normierungsvorschriften. So entwickelte er die Grundlagen zur Eichung von Fässern und Gasmessern. Er etablierte die amtliche Prüfung von Sicherheitsvorrichtungen zur Verhütung von Kesselexplosionen.
1877 beteiligte er sich an der Gründung des Fachvereins Berliner Mechaniker und Optiker, aus dem 1881 die Deutsche Gesellschaft für Mechanik und Optik hervorging, deren Vorsitz Loewenherz übernahm. Bereits 1879 war auf seine Initiative an der Technischen Hochschule Charlottenburg das Institut für Präzisionsmechanik eingerichtet worden. 1880 organisierte er für Mechaniker Kurse in Physik und Zeichnen, die von der Berliner Handwerkerschule übernommen wurden. 1881 gründete Loewenherz die Zeitschrift für Instrumentenkunde, die er gemeinsam mit dem Chemiker Hans Heinrich Landolt und dem Mechaniker Rudolf Fuess herausgab. 1883 gehörte er der Kommission an, deren Bericht zur Gründung der Physikalisch-Technischen Reichsanstalt im Jahre 1887 führte. Loewenherz übernahm die Leitung der technischen Abteilung. 1890 führte er mit dem  Deutschen Verein von Gas- und Wasserfachmännern die Hefnerkerze als Maßeinheit der Lichtstärke ein, die bis 1942 in Österreich, Deutschland und Skandinavien verwendet wurde. Ein 1889 von Loewenherz vorgestelltes einheitliches Schraubengewinde für die Feinmechanik mit einem Flankenwinkel von 53° 8′ wurde 1893 vom Deutschen Mechanikertag als Normgewinde anerkannt und war in der optischen Industrie vierzig Jahre lang als Loewenherz-Gewinde in Gebrauch.

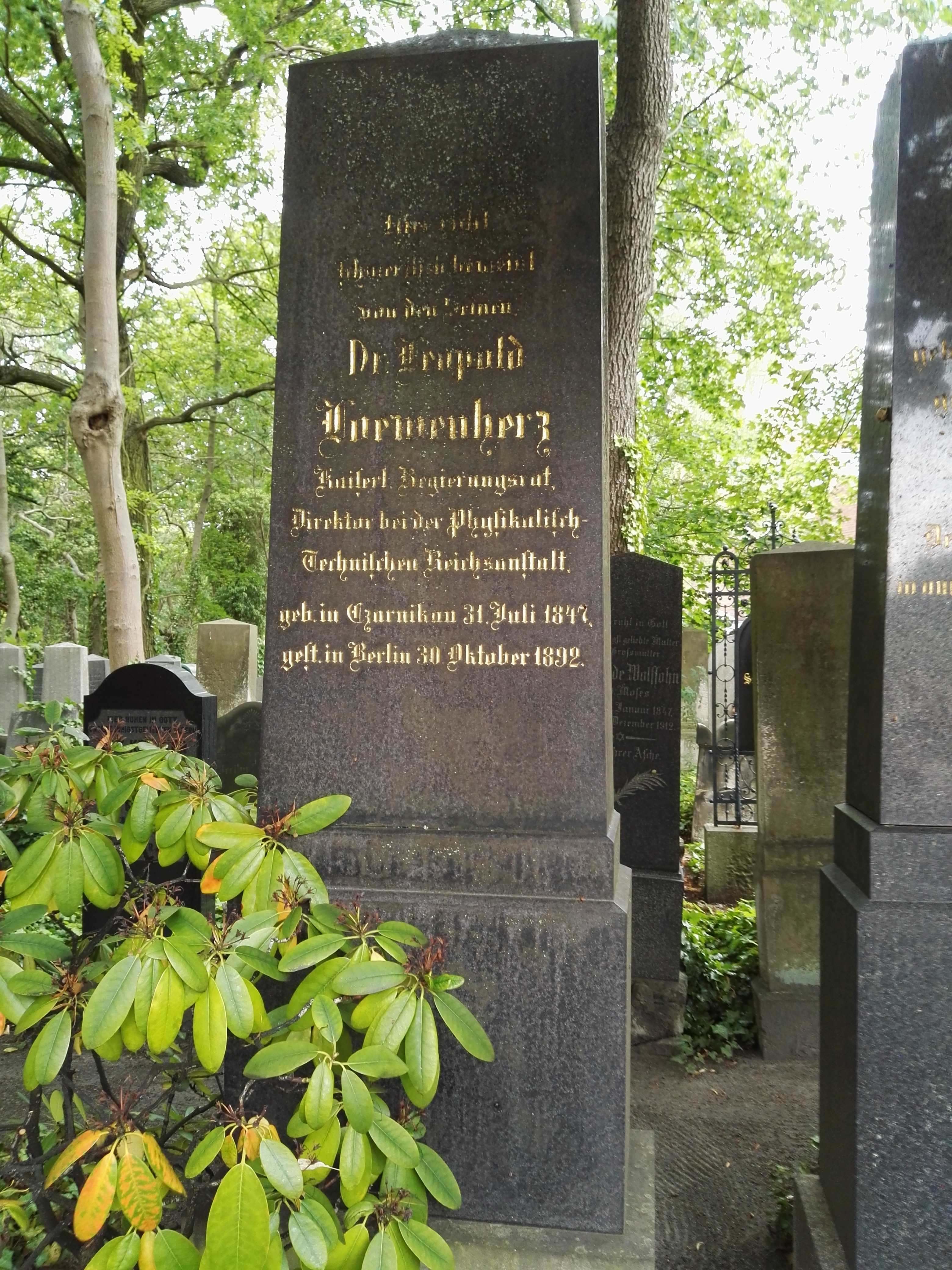
Grabstätte

Er ist begraben auf dem Jüdischen Friedhof Berlin-Weißensee.

## Veröffentlichungen (Auswahl)
- De curvis tantialibus curvarum algebraicarum ordinis n. Dissertation 1870
- Über Veränderlichkeit von Platin-Gewichtsstücken. Kritische Untersuchungen mit Benutzung von Wägungen der Normal-Eichungs-Kommission. Schade, Berlin 1875
- Bericht über die Wissenschaftlichen Instrumente auf der Berliner Gewerbeausstellung 1879. Springer, Berlin 1880
- Gesetz und Regulativ betreffend die Steuerfreiheit des Branntweins zu gewerblichen Zwecken. Mit technischen Erläuterungen und Hülfstafeln zum Gebrauch für Steuerbeamte und Gewerbetreibende. Springer, Berlin 1880
- Anwendung der Torsion von Drähten zur Ermittelung kleiner Gewichtsgrößen. Berlin 1881
- Das Gewichtsalkoholometer und seine Anwendung. Ein Handbuch für Steuerbeamte und Gewerbetreibende. Springer, Berlin 1889